# Kirguistán en los Juegos Paralímpicos de Londres 2012
Kirguistán estuvo representado en los Juegos Paralímpicos de Londres 2012 por un deportista masculino. El equipo paralímpico kirguís no obtuvo ninguna medalla en estos Juegos.